# 모토타나카역
모토타나카역(일본어: 元田中駅, もとたなかえき)은 일본 교토부 교토시 사쿄구에 위치한 에이잔 전철의 역이다. 역 번호는 E02이다.

## 역사
- 1925년 9월 27일: 영업 개시.

## 역 구조
상대식 승강장 2면 2선의 구조이고 역무원 배치역이다. 데마치야나기 행 승강장에만 매표기가 설치되어 8시부터 20시 30분까지 가동된다.
과거 교토 시덴과 평면 교차했던 것의 흔적에서 상하행 승강장은 히가시오지도리를 사이에 두고 양쪽으로 나뉘어 있다. 1949년부터 1955년까지는 교토 시덴이 다카라케지 역까지 갔기 때문에 건늠 선이 설치되었다.
상하행선이 배리어 프리에 대응하지 않고 있다. 승강장에 경사면 등은 없다.

### 승강장
|  | ■ 에이잔 본선(상행) | 데마치야나기 행 게이한 선(산조・히라카타시・오사카 방면;데마치야나기 환승) |
|  | ■ 에이잔 본선(하행) | 야세히에이잔구치・구라마 방면                                              |

## 역 주변
역 주변의 다나카 지구는 과거 교토 부 아타고 군 다나카 마을에 속하였고 예로부터 "다나카의 마을"로 불렸던 지역이다. 다나카 지구는 원래 이 다나카의 마을을 중심으로 발전한 것이어서 이것이 "전 다나카"의 역명에서 유래한다.
교토 대학 등이 가까이 있어 상하행선 승강장 사이로 달리는 히가시오지도리변은 학생 상대의 식당이나 인근 주민이 쇼핑하는 가게가 늘어선 상점가이다.
- 다나카 신사
- 교토 정보 대학원 대학
- 마쓰모토 상점(회수권 위탁 발매소)

## 인접역
| 에이잔 전철 ■ 에이잔 본선          | 에이잔 전철 ■ 에이잔 본선 | 에이잔 전철 ■ 에이잔 본선        |
| ---------------------------------- | ------------------------- | -------------------------------- |
| E01 데마치야나기 데마치야나기 방면 |                           | 자야마 E03 야세히에이잔구치 방면 |